# ۹۲۵ (میلادی)
۹۲۵ میلادی، مطابق با ۳۰۴ هجری خورشیدی، ۳۱۳ هجری قمری.

## زادروزها
- ژان یکم، امپراتور بیزانس

## درگذشت‌ها
- ۱۵ اکتبر، محمد زکریای رازی، (زادروز: ۲۵۱ ه.ق، ۸۶۵)، پزشک، فیلسوف و شیمی‌دان ایرانی